# Sagra (zoologia)
Sagra Fabricius, 1792 è un genere di coleotteri appartenente alla famiglia Chrysomelidae. Le specie di questo genere sono conosciute con i nomi comuni di coleottero zampe di rana o coleottero zampe grosse.

## Descrizione
Tutti gli insetti appartenenti al genere Sagra sono caratterizzati da una livrea metallica con tonalità dei colori blu, viola, verde, giallo, rosa, rosso che variano a seconda dei raggi del sole. Le dimensioni variano dai 25 ai 50 mm.
Dimorfismo sessuale: molto evidente: i maschi, oltre ad essere molto più grandi (questi arrivano a 50 mm, le femmine massimo 27) hanno l'ultimo paio di zampe molto più grosse, da cui prendono i nomi comuni.

## Distribuzione e habitat
Tutte le specie sono originarie delle foreste asiatiche in Thailandia, Malaysia, Indonesia, Laos, Myanmar, Vietnam, India, Cina, Cambogia, Brunei.

## Tassonomia
Il genere comprende tre sottogeneri e numerose specie:
- Sottogenere Prosagra (Crowson, 1946)
  - Sagra carbunculus (Hope, 1942)
  - Sagra fulgida (Weber, 1801)
  - Sagra humeralis (Jacoby, 1904)
  - Sagra jansoni (Baly, 1960)
  - Sagra mouhoti(Baly, 1962)
  - Sagra odontopus (Gilstl, 1831)
- Sottogenere Sagra (Fabricius, 1792)
  - Sagra femorata (Drury, 1773)
  - Sagra longicollis (Lacordaire, 1845)
- Sottogenere Tinosagra (Weise, 1905)
  - Sagra buqueti (Lesson, 1831)
  - Sagra dohrnii Balý, 1860
  - Sagra galinieri Reiche
  - Sagra murrayi Balý, 1860
  - Sagra papuana Jacoby, 1889
  - Sagra rugulipennis Weise
  - Sagra tristis Fabricius, 1798